# Paolo Giordano

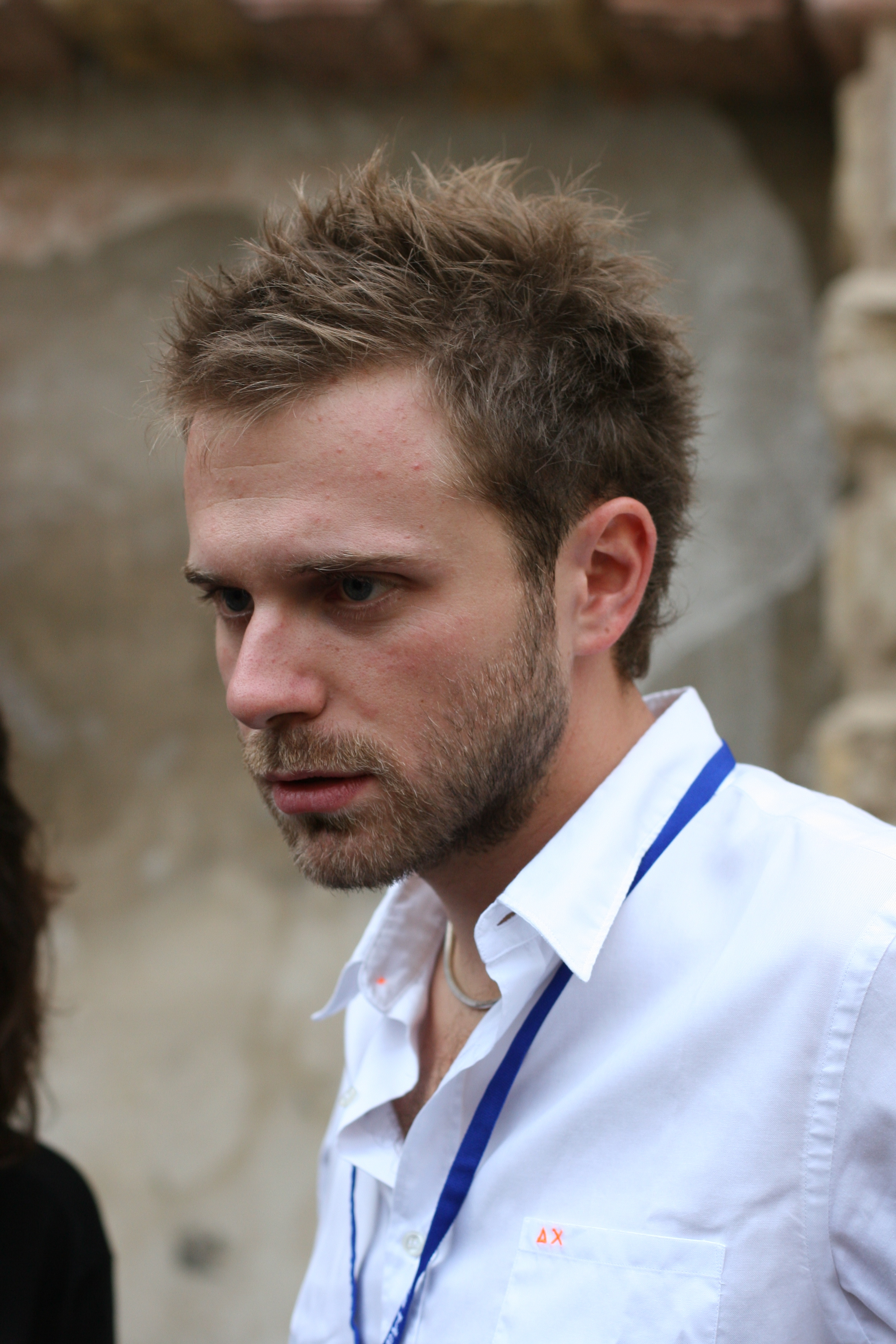
Paolo Giordano in 2008, het jaar waarin zijn debuutroman De eenzaamheid van de priemgetallen verscheen.

Paolo Giordano (Turijn, 19 december 1982) is een Italiaans schrijver.

## Biografie
Paolo Giordano woont in San Mauro Torinese, een gemeente in de periferie van Turijn. Zijn vader is gynaecoloog, zijn moeder lerares Engels. 
Giordano studeerde in 2007 cum laude af in natuurkunde, waarna hij in 2020 promoveerde aan de Universiteit van Turijn in theoretische natuurkunde en deeltjesfysica. In een project dat mede gefinancierd werd door het Istituto Nazionale di Fisica Nucleare, bestudeerde hij met andere wetenschappers de eigenschappen van bottom quark-deeltjes. Hij heeft ook een grote interesse in architectuur.
Giordano stapte over van de wetenschap naar de journalistiek en de literatuur. Daartoe volgde hij lessen in creatief schrijven aan de Scuola Holden van Alessandro Baricco. Hij is medewerker van het Italiaanse dagblad Corriere della Sera en schreef in 2021, samen met regisseur  Luca Guadagnino, de draaiboeken voor de HBO-televisieserie We Are Who We Are

## Literair werk
Zijn eerste roman, La solitudine dei numeri primi (in het Nederlands De eenzaamheid van de priemgetallen), kwam uit in 2008 en kreeg verschillende prijzen, waaronder de belangrijkste Italiaanse literatuurprijs de Premio Strega, de Premio Campiello, de Premio Fiesole Narrativa Under 40, de Merck-Serono-prijs voor wetenschap en literatuur en de Premio letterario Frignano. Het was in 2008 het meest verkochte boek in Italië met meer dan een miljoen verkochte exemplaren. Het werd ook in andere landen een bestseller en is in 22 talen vertaald. In 2009 werd het boek verfilmd door regisseur Saverio Costanzo.
Giordano publiceerde na zijn debuutroman enkele korte verhalen. Naar aanleiding van een bezoek aan Congo-Kinshasa in 2006 schreef hij het verhaal Mundele (De Witte) dat op 16 mei 2008 werd gepresenteerd op het festival Officina Italia.
Van zijn tweede roman Il corpo umano verscheen in 2013 de Nederlandse vertaling Het menselijk lichaam. Hierin blijft Giordano trouw aan de onpretentieuze, 'bloedeloze' maar trefzekere vertelstijl die zijn debuutroman typeerde. Het verhaal speelt zich af op een militaire basis in het zuidwesten van Afghanistan. Nadat hij zich enige tijd in Italië had teruggetrokken na het commerciële succes van De eenzaamheid van de priemgetallen, trok hij tweemaal als 'embedded' schrijver naar Afghanistan waar hij lief en leed deelde met de troepen, zoals verpersoonlijkt in medisch luitenant Alessandro Egitto, hoofdpersonage van Het menselijk lichaam, . 
In 2014 verscheen Il nero e l'argento, in hetzelfde jaar in Nederland verschenen als Het zwart en het zilver. Een jong stel neemt een huishoudster in dienst, Signora A. ('onze Babette') omdat Nora, de aanstaande moeder, tijdens haar zwangerschap aan bed gekluisterd is. Signora A. blijft ook na de geboorte bij het gezin en regelt alles; ze is huishoudster, oppas, vangt al hun onzekerheden op en zorgt als het ware voor hun relatie. Als Signora A. ziek wordt en sterft, vallen ze in een diep gat.